# Jonas Arweiler
Jonas Arweiler (Püttlingen, 10 april 1997) is een Duits voetballer die als aanvaller voor SK Austria Klagenfurt speelt.

## Carrière
Jonas Arweiler speelde in de jeugd van 1. FC Riegelsberg, 1. FC Saarbrücken en Borussia Dortmund. Van 2016 tot 2018 speelde hij met het tweede elftal van Borussia in de Regionalliga West. In 2018 vertrok hij naar FC Utrecht, waar hij aansloot bij Jong FC Utrecht. Hij debuteerde op 17 augustus 2018, in de met 5-0 verloren uitwedstrijd tegen Go Ahead Eagles. Arweiler begon in de basis en werd na 80 minuten vervangen door Jeredy Hilterman. Op 23 februari 2020 maakte Arweiler zijn debuut in het eerste elftal van FC Utrecht en maakte het winnende doelpunt tegen FC Twente, in de wedstrijd die met 2-1 gewonnen werd. In het seizoen 2020-2021 was hij verhuurd aan ADO Den Haag, waarna hij medio 2021 een driejarig contract tekende bij Almere City FC. Op 27 augustus 2021 maakte hij zijn eerste doelpunt voor Almere in de wedstrijd tegen Roda JC door in blessuretijd de winnende 3-4 te scoren. Hij werd geen vaste waarde bij Almere en vertrok na een jaar naar het Oostenrijkse SK Austria Klagenfurt.

### Statistieken

#### Beloften
| Seizoen                        | Club                 | Land            | Competitie        | Competitie | Competitie | Totaal | Totaal |
| Seizoen                        | Club                 | Land            | Competitie        | Wed.       | Dlp.       | Wed.   | Dlp.   |
| ------------------------------ | -------------------- | --------------- | ----------------- | ---------- | ---------- | ------ | ------ |
| 2015/16                        | Borussia Dortmund II | Duitsland       | Regionalliga West | 1          | 0          | 1      | 0      |
| 2016/17                        | Borussia Dortmund II | Duitsland       | Regionalliga West | 30         | 5          | 30     | 5      |
| 2017/18                        | Borussia Dortmund II | Duitsland       | Regionalliga West | 10         | 0          | 10     | 0      |
| 2018/19                        | Jong FC Utrecht      | Nederland       | Eerste divisie    | 29         | 5          | 29     | 5      |
| 2019/20                        | Jong FC Utrecht      | Nederland       | Eerste divisie    | 26         | 10         | 26     | 10     |
| Totaal beloften                | Totaal beloften      | Totaal beloften | Totaal beloften   | 96         | 20         | 96     | 20     |
| Bijgewerkt op 24 februari 2023 |                      |                 |                   |            |            |        |        |

#### Senioren
| Seizoen                        | Club                  | Land            | Competitie      | Competitie | Competitie | Beker | Beker | Totaal | Totaal |
| Seizoen                        | Club                  | Land            | Competitie      | Wed.       | Dlp.       | Wed.  | Dlp.  | Wed.   | Dlp.   |
| ------------------------------ | --------------------- | --------------- | --------------- | ---------- | ---------- | ----- | ----- | ------ | ------ |
| 2019/20                        | FC Utrecht            | Nederland       | Eredivisie      | 3          | 1          | 0     | 0     | 3      | 1      |
| 2020/21                        | → ADO Den Haag        | Nederland       | Eredivisie      | 25         | 3          | 0     | 0     | 25     | 3      |
| 2021/22                        | Almere City FC        | Nederland       | Eerste Divisie  | 32         | 10         | 1     | 0     | 33     | 10     |
| 2022/23                        | SK Austria Klagenfurt | Oostenrijk      | Bundesliga      | 16         | 3          | 3     | 2     | 19     | 5      |
| Totaal senioren                | Totaal senioren       | Totaal senioren | Totaal senioren | 76         | 17         | 4     | 2     | 80     | 19     |
| Carrièretotaal                 | Carrièretotaal        | Carrièretotaal  | Carrièretotaal  | 172        | 37         | 4     | 2     | 176    | 39     |
| Bijgewerkt op 24 februari 2023 |                       |                 |                 |            |            |       |       |        |        |